# Rúfio Antônio Agripnio Volusiano

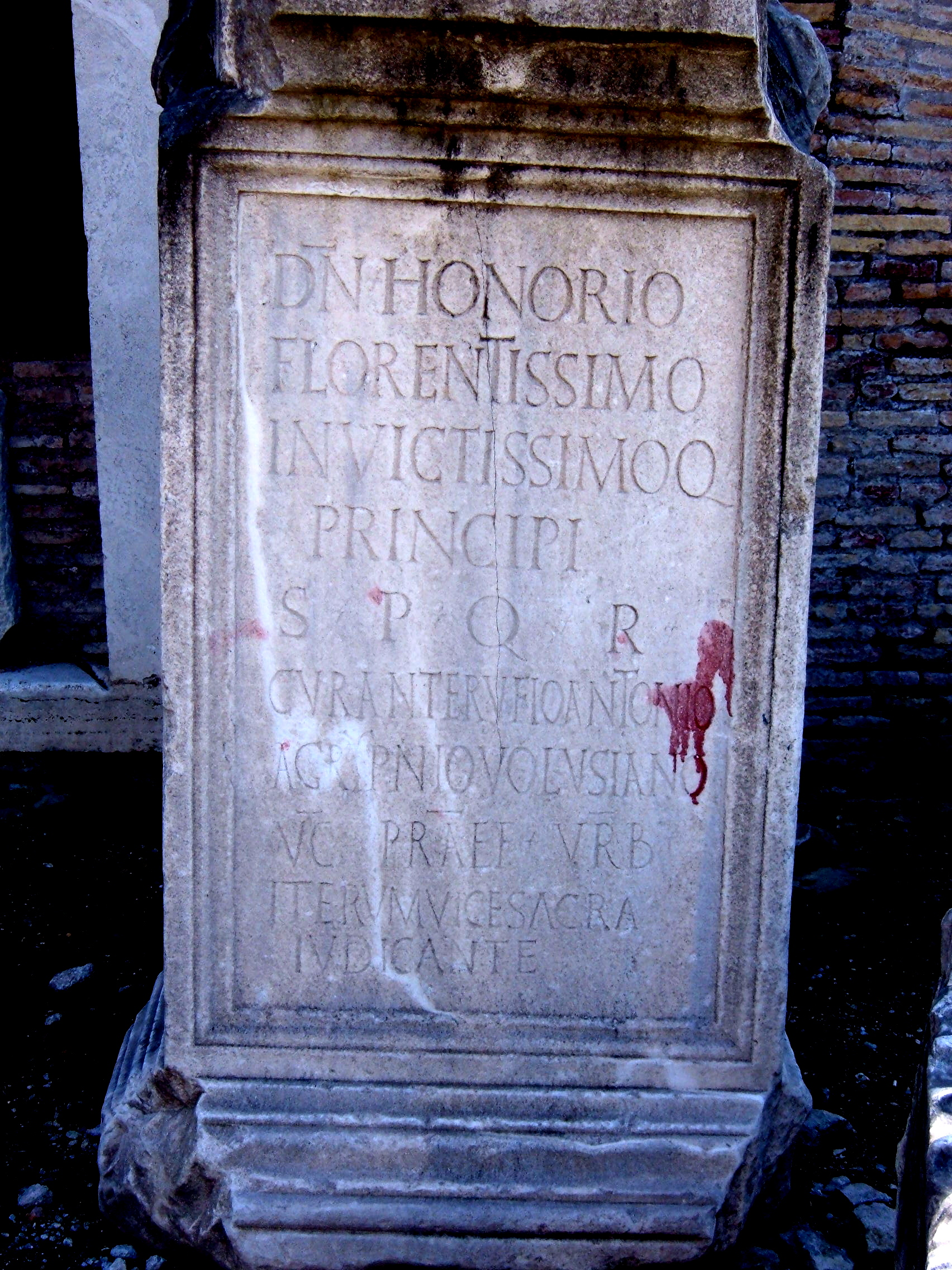
Inscrição dedicada por Volusiano ao imperador Honório, Fórum Romano, Roma.

Rúfio Antônio Agripino Volusiano (m. 6 de janeiro de 437) foi um aristocrata romano do século V que ostentou dois importantes postos durante o reinado do imperador Honório. Ele é mais conhecido por sua correspondência com Agostinho de Hipona.

## História
Volusiano era filho de Caeionio Rúfio Albino e Albina. Sua família possuía propriedade em Tubursicubure próximo de Hipona. Albina e a sobrinha de Volusiano, Melânia, a Jovem, eram devotas ao cristianismo enquanto Volusiano era um crente devoto do paganismo de seus antepassados. Peter Brown afirma que fazia parte de um círculo literário, caracterizado - usando palavras de Agostinho - por seu "estilo polido cultivado, feito notável pelo encanto da verdadeira eloquência romana".
"No entanto, ele estava em uma posição desconfortável", diz Brown. "Ele já vivia em um mundo 'pós-pagão' [...] Ele foi um servo de imperadores cristãos, e assim não é livre para expressar sua opinião; e, como o filho de uma mãe piedosa, ele foi constantemente abordado por bispos tais como Agostinho, e por leigos entusiasmados, tais como Flávio Marcelino". Ronald J. Weber observa que "discutir com o bispo Agostinho de Hipona sobre o dogma da Encarnação marca Volusiano entre a intelectualidade pagã capaz o suficiente para corresponder ao juízo como uma das maiores mentes do século e vontade forte o suficiente para desafiar os argumentos de Agostinho e persistentes pressões familiares para converter ao cristianismo".
Agostinho trocou cartas com Volusiano por volta de 410, quando este, segundo Brown, tinha uns 30 anos. Agostinho descreveu mais tarde seu encontro com Volusiano em De Civitate Dei, em que este, educadamente, se recusa a ser batizado. Não muito tempo depois da troca de cartas, Volusiano tornou-se procônsul da África, depois prefeito urbano (417-418) e finalmente prefeito pretoriano da Itália.
Apesar de suas crenças religiosas, ele foi selecionado pelo imperador do ocidente Valentiniano III e sua mãe, a imperatriz Gala Placídia, para entregar o pedido formal ao imperador do oriente Teodósio II e à imperatriz Élia Eudócia da mão da filha deles, Licínia Eudóxia, em casamento. Volusiano deixou Roma em 436, e chegou a Constantinopla onde ele entregou sua mensagem e iniciou acordos preliminares para o casamento, antes que ele caísse fatalmente doente. Em seu leito de morte e sob influência de sua sobrinha Melânia, que viajou de Jerusalém para estar a seu lado, Volusiano converteu-se ao cristianismo - uma conquista que o hagiógrafo de Melânia recorda em sua Vita. "O nobre pagão infame, líder dos Caeionii, foi um dos últimos a aceitar a fé de Cristo", observou Weber sobre este evento.